# Settimo Torinese
Settimo Torinese là một đô thị ở tỉnh Torino, vùng Piedmont. Đây là ngoại ô của Torino. Đô thị này giáp với Leinì, Volpiano, Brandizzo, San Mauro, Castiglione Torinese, và Torino (Torino)

## Thành phố kết nghĩa
- - Chaville, Pháp
- - Valls, Tây Ban Nha